# Garamdamásd
Garamdamásd (szlovákul Domaša) Lekér településrésze, korábban önálló falu Szlovákiában, a Nyitrai kerület Lévai járásában.

## Fekvése
Vámosmikolától 10 km-re nyugat-északnyugatra, Lévától 25 km-re délre, a Garam jobb partján fekszik.

## Története
A falu területén az emberek már a kőkorszakban megtelepedhettek. A későbbi korokból hévmagyarádi és La Tène-kultúra-kori korhasztásos sírok kerültek elő. Területén a római korban és a szláv időkben is település lehetett.
A falut 1239-ben "Damas" néven említik először. Az 1332 és 1337 között felvett pápai tizedjegyzék megemlíti papját is. 1285-től az esztergomi káptalan birtoka volt. A 16. században több nemesi család birtoka, a 17. századtól a lekéri apátságé. 1601-ben 25 ház állt a községben, 1720-ban 18 adózó portája volt. 1828-ban 72 háza és 490 lakosa volt, akik mezőgazdasággal, állattartással foglalkoztak.
Vályi András szerint "Garam Damasd. Damaczd. Tót falu Hont Vármegyében, földes Ura az Esztergomi Káptalanbéli Uraság, lakosai katolikusok, fekszik Pilis, és Nógrád Vármegyének szélénél, Garam vize mellett, Visegrádtól egy mértföldnyire, határja jó termékenységű, legelője elég; de mivel a’ víz járja földgyeit, második Osztálybéli."
Fényes Elek szerint "Damasd (Garan-), Bars m. magyar falu, a Garan jobb partján, Lekér mellett: 463 kath. lak. Szénája bőven lévén, sok marhát nevel, s kár hogy termékeny földjeit a Garan néha elönti. F. u. a lekéri apátur. Ut. p. Kéménd." 
A trianoni békeszerződésig Bars vármegye Lévai járásához tartozott. 1968-óta Lekér része.

## Népessége
1910-ben 656, túlnyomórészt magyar lakosa volt.
2001-ben Lekér 1470 lakosából 706 magyar és 661 szlovák volt.

## Híres emberek
- Itt született 1879. január 15-én Dénes (Deutsch) Lajos tanár, esztéta, oktatáspolitikus.[j 1]
- Itt született 1887-ben Porubszky Géza Viktor plébános, országgyűlési képviselő.

## Külső hivatkozások
- Lekér hivatalos oldala
- Garamdamásd Szlovákia térképén
- E-obce.sk